# Karate als Jocs Mediterranis de 2018
La competició de karate dels Jocs del Mediterrani de 2018 de Tarragona es va celebrar entre el 23 i el 24 de juny al pavelló esportiu de Cambrils. La primera aparició d'aquest esport en els Jocs del Mediterrani va ser a Llenguadoc-Rosselló 1993 a França.
La competició es va centrar en la competició masculina i femenina repartint la competició en diverses categories segons el pes dels participants.

## Medaller per categoria
| Categoria      | Or                   | Plata                  | Bronze                                     |
| Homes          |                      |                        |                                            |
| Menys de 60 kg | Abdessalam Ameknassi | Nader Azzoauzi         | Eray Samdan · Malek Salama                 |
| Menys de 67 kg | Marvin Cedric Garin  | Burak Uygur            | Nenad Kelebijk · Samy Ennkhaili            |
| Menys de 75 kg | Erman Eltemur        | Enes Garibovic         | Rabii Jendoubi · Oualid Bouabaoub          |
| Menys de 84 kg | Berat Jakupi         | Jessie Didier Da Costa | Michele Martina · Ahmed Elmasry            |
| Més de 84 kg   | Hocine Daikhi        | Ahmed Elasfar          | Zharko Arsovski · Slobodan Bitevic         |
| Dones          |                      |                        |                                            |
| Menys de 50 kg | Jelena Milivojcevic  | Aicha Sayah            | Serap Özçelik Arapoğlu · Areeg Rashed      |
| Menys de 55 kg | Tuba Yakan           | Ana Draskovic          | Sabrina Coralie Ouihaddadene · Sara Cardin |
| Menys de 61 kg | Tjasa Ristic         | Giana Lotfy            | Viola Lallo · Maria Cristina Ferrer        |
| Menys de 68 kg | Silvia Semeraro      | Eda Eltemur            | Lina Pusnik · Marina Rakovic               |
| Més de 68 kg   | Nancy Amalia Garcia  | Eleni Chatziliadou     | Meltem Hocaoğlu · Laura Palacio            |

## Medaller per país
| Posició | País               | Or | Plata | Bronze | Total |
| 1       | Turquia            | 2  | 2     | 3      | 7     |
| 2       | França             | 2  | 1     | 1      | 4     |
| 3       | Marroc             | 1  | 1     | -      | 2     |
| 4       | Itàlia             | 1  | -     | 4      | 5     |
| 5       | Macedònia del Nord | 1  | -     | 2      | 3     |
| 6       | Algèria            | 1  | -     | 1      | 2     |
| 6       | Eslovènia          | 1  | -     | 1      | 2     |
| 6       | Sèrbia             | 1  | -     | 1      | 2     |
| 9       | Egipte             | -  | 2     | 3      | 5     |
| 10      | Montenegro         | -  | 1     | 1      | 2     |
| 11      | Croàcia            | -  | 1     | -      | 1     |
| 11      | Grècia             | -  | 1     | -      | 1     |
| 11      | Tunísia            | -  | 1     | -      | 1     |
| 14      | Espanya            | -  | -     | 3      | 3     |
| Total   | Total              | 10 | 10    | 20     | 40    |